# Pidonia tsutsuii
Pidonia tsutsuii är en skalbaggsart som beskrevs av Mikio Kuboki 1996. Pidonia tsutsuii ingår i släktet Pidonia och familjen långhorningar. Inga underarter finns listade i Catalogue of Life.